# مونتلیک تراس (واشینگتن)
مونتلیک تراس (به انگلیسی: Mountlake Terrace) شهری در شهرستان اسنوهومیش ایالت واشنگتن است که در سرشماری سال ۲۰۱۰ میلادی، ۱۹۹۰۹ نفر جمعیت داشته است.